# Jade (cómic)
Jade (Jennifer-Lynn Hayden) es una superheroína ficticia en el universo de DC Comics. Apareció por primera vez en el All-Star Squadron # 25 en septiembre de 1983. Cariñosamente conocida como "Jennie" o "Jen", es la hija de Alan Scott, el Linterna Verde de la Edad de Oro que también ha sido conocido como Centinela. Su madre es Rose Canton, la villana de la Edad de Oro conocida como Espina. Jennie también tiene un hermano gemelo, Todd James Rice, que es el superhéroe Obsidian.
Jade aparece en la segunda temporada de Stargirl en The CW network interpretada por Ysa Penarejo.

## Fondo
Sus creadores fueron Roy Thomas (guion) y Jerry Ordway (dibujo) en el All-Star Squadron N.º 25 (septiembre de 1983).
Junto con Obsidian, Jade fue uno de los miembros fundadores de Infinity Inc. Ha trabajado tanto con la Liga de la Justicia como con la Sociedad de la Justicia, aunque no ha llegado a unirse a ninguno de los dos grupos. Recientemente ha sido miembro y líder temporal del grupo Outsiders. También fue miembro de los Green Lantern Corps durante un breve periodo de tiempo. Ha estado relacionada románticamente con Hank King (el segundo Brainwave) y con el Linterna Verde Kyle Rayner.

## Historia del personaje

### Orígenes
La madre de Jade estuvo casada brevemente con Alan Scott pero huyó al poco de tener a sus hijos temiendo que los pudiera dañar. Se los llevó consigo, entregó a ambos en adopción y fueron separados. Jennie-Lynn fue adoptada por una pareja de los suburbios de Milwaukee, Julian y Myrna Hayden. Jennie no supo que tenía un hermano gemelo hasta que llegó a la adolescencia. Poco después de que ella y Todd se conocieran, sospechando que eran hijos de Alan Scott, intentaron unirse a la Sociedad de la Justicia. Fueron rechazados pero se unieron con otros hijos y protegidos de los miembros de la SJA para formar Infinity Inc.
Debido a la exposición de su padre a energías mágicas, ella y su hermano nacieron con poderes Metahumanos, aunque Jade los manifestó solamente después de defenderse de un ataque sexual cuando era niña, lo que también hizo que aparecieran su característicos pelo y piel de color verde. Los poderes de Jade se parecen mucho a los que poseen los Green Lantern Corps: es capaz de generar energía verde y darle forma con su fuerza de voluntad.
Jade perdió sus poderes cuando luchó contra el Starheart ("Corazón estelar"), la fuente de su poder, pero le fueron restaurados por Kyle Rayner durante su corta existencia como el todopoderoso Ion. Fue cuando estuvo sin poderes que descubrió que poseía los poderes de su madre de manipulación de las plantas al provocar que unas rosas atacaran a un atracador. En una cita con Kyle en un mundo alienígena le contó que su piel contiene clorofila (la causa del color verde de su piel) y que puede realizar la fotosíntesis como cualquier planta. Durante un tiempo mientras estuvo sin poderes Kyle le dio un anillo de poder y sirvió brevemente como la sexta Linterna Verde de la Tierra.
Cuando Kyle Rayner dejó la Tierra después de la violenta paliza a su amigo Terry, Jade optó por irse con él; sin embargo tras varias misiones decidió que lo que ella quería era volver a la Tierra. Cuando volvió tuvo un lío con otro hombre y así acabó su relación con Kyle. Recientemente ha formado parte como miembro y líder temporal de los nuevos Outsiders.

### Poderes
Sus poderes funcionan de forma muy parecida a los de su padre ya que ella puede creer objetos de luz sólida de energía verde emitidos desde la marca en forma de estrella de la palma de su mano y también puede volar. También comparte su debilidad con la madera y la celulosa pero no tiene la necesidad de recargar periódicamente sus poderes.
Después de que Kyle le devolviera sus poderes no ha vuelto a manifestar sus poderes de control sobre las plantas que heredó de su madre, y tampoco se sabe si conserva su debilidad frente a la madera que heredó de su padre.

## Otras versiones
- En la miniserie de Alex Ross Kingdom Come, Jade, ahora más vieja, ha recogido el manto de Linterna Verde (identificada como Linterna Verde VI en las notas finales de la edición) tras Kyle Rayner.
- En la versión de Power Girl que aparece en el sello de DC Tangent Comics, Jade es una mujer asiática con el poder de convertir sus tatuajes en dragones vivientes.

## En otros medios

### Televisión
Jade hizo su debut en vivo en la segunda temporada de Stargirl, interpretada por Ysa Penarejo. Ella irrumpe en la casa de Courtney Whitmore para recuperar la linterna de su padre Alan Scott, solo para ser atacada por Courtney. Después de que Jennie se presenta a Courtney y a la familia de esta última, Courtney se vuelve escéptica sobre las intenciones de Jennie, creyendo que es un topo de la Sociedad de la Injusticia. Mientras Pat Dugan entrena a Jennie para controlar sus poderes, que inicialmente parecen conectados a la linterna de Alan, Courtney finalmente se disculpa. Después de sentirse aislada y emocional por la desaparición de su hermano Todd Rice, Jennie rompe la linterna y fortalece sus poderes, después de lo cual Dugan teoriza que Jennie es la fuente. Después de esto, Jennie se va a buscar a Rice, aunque Courtney y Dugan la reclutan más tarde para ayudarlos a luchar contra Eclipso. En la tercera temporada, Jennie recibió la ayuda de Sandy Hawkins para encontrar a Rice y lo ayuda a controlar sus poderes después de descubrir que estaban conectados con los de ella.

### Videojuegos
Jade aparece como un personaje invocable en Scribblenauts Unmasked: A DC Comics Adventure.

### Varios
- Jade apareció en el número 20 del cómic vinculado Justice League Adventures de Universo animado de DC.
- Jade apareció en Legión de superhéroes en el siglo 31 #6 como miembro del Green Lantern Corps.